# Mandulis
Mandulis – nubijski bóg nieba i bóg solarny. Mandulis mógł też być czczony w starożytnym Egipcie na wyspie File. Często był przedstawiany jako człowiek z wiszącą piersią i noszący koronę atef.